# Ondanir Bortolini
Ondanir Bortolini (Santo Antônio do Sudoeste), mais conhecido como Nininho é um político brasileiro, filiado ao PSD. Nas eleições de 2022, foi eleito deputado estadual pelo MT.